# Drago Sukalovský
Drago Sukalovský (* 7. června 1962 Brno) je český politik, programátor a PR konzultant, od roku 2012 zastupitel Jihomoravského kraje, od roku 2002 zastupitel a od roku 2010 starosta Kuřimi (předtím čtyři roky radní města), člen STAN.

## Život
V letech 1977 až 1981 vystudoval elektrotechnickou průmyslovku v Brně a následně v letech 1981 až 1986 obor číslicové počítače na Fakultě elektrotechnické Vysokého učení technického v Brně (získal titul Ing.).
Nejdříve pracoval v národním podniku TOS Kuřim a posléze v dalších firmách jako programátor a později jako systémový analytik. Od roku 1993 se začal věnovat public relations a později marketingu, jako osoba samostatně výdělečně činná, zaměstnanec na různých pozicích včetně vedoucích a jako podnikatel. Při zaměstnání vystudoval v letech 2008 až 2012 obor marketingová studia na Fakultě multimediálních studií Univerzity Tomáše Bati ve Zlíně (získal titul Mgr.).
Drago Sukalovský žije v Kuřimi v okrese Brno-venkov. Angažoval se jako zakladatel, vydavatel a redaktor prvních novin v Kuřimi po roce 1989. Mezi jeho záliby patří sport, cestování, literatura, hudba (především etno, jazz a klasická) a zahrádkaření.

## Politické působení
Do komunální politiky se pokoušel dostat, když ve volbách v roce 1998 kandidoval jako nezávislý do Zastupitelstva města Kuřim v okrese Brno-venkov, ale neuspěl. Zastupitelem se stal až po volbách v roce 2002, kdy kandidoval jako nestraník na kandidátce sdružení nezávislých kandidátů „Kuřimská občanská liga“. Za toto uskupení obhájil mandát ve volbách v roce 2006 a na počátku listopadu 2006 byl zvolen radním města.
Pro volby v roce 2010 spojila „Kuřimská občanská liga“ síly s hnutím STAN. Sukalovský z pozice nestraníka vedl společnou kandidátku a byl opět zvolen zastupitelem města. Vzhledem k tomu, že uskupení volby vyhrálo, stal se dne 4. listopadu 2010 i starostou města. Na přelomu let 2010 a 2011 se stal členem hnutí STAN a v krajských volbách v roce 2012 byl jako člen STAN zvolen na kandidátce „TOP 09 a Starostové pro Jihomoravský kraj“ krajským zastupitelem. V komunálních volbách v roce 2014 obhájil jako člen STAN na kandidátce „Kuřimské občanské ligy“ post zastupitele města a v listopadu 2014 i funkci starosty města. V komunálních volbách v roce 2018 kandidoval do zastupitelstva Kuřimi jako lídr kandidátky subjektu „KUŘIMSKÁ OBČANSKÁ LIGA“ (tj. hnutí STAN a nezávislí kandidáti). Mandát zastupitele města se mu podařilo obhájit. Dne 6. listopadu 2018 byl opět zvolen starostou města. Také v komunálních volbách v roce 2022 kandidoval do zastupitelstva Kuřimi jako lídr kandidátky subjektu „KUŘIMSKÁ OBČANSKÁ LIGA“ (tj. hnutí STAN a nezávislí kandidáti). Mandát zastupitele města se mu podařilo obhájit. Dne 18. října 2022 byl opět zvolen starostou města.
Ve volbách do Poslanecké sněmovny PČR v roce 2013 kandidoval jako člen STAN na společné kandidátce TOP 09 a STAN v Jihomoravském kraji, ale neuspěl (stal se druhým náhradníkem). Ve volbách do Senátu PČR v roce 2016 kandidoval za hnutí STAN v obvodu č. 49 – Blansko. Se ziskem 13,61 % hlasů skončil na 4. místě a do druhého kola nepostoupil.
V krajských volbách v roce 2016 obhájil post krajského zastupitele z pozice člena hnutí STAN na kandidátce s názvem Starostové pro Jižní Moravu (tj. STAN a SOM). Také ve volbách v roce 2020 obhájil z pozice člena hnutí STAN post krajského zastupitele na kandidátce koalice Starostové pro jižní Moravu (tj. STAN a SOL).
Ve volbách do Senátu PČR v roce 2022 kandidoval za STAN v obvodu č. 49 – Blansko. Se ziskem 12,85 % hlasů skončil na 3. místě, a nepostoupil tak do druhého kola voleb.
V krajských volbách v září 2024 kandidoval jako člen hnutí STAN za uskupení „Starostové pro jižní Moravu“ (tj. hnutí STAN a hnutí SOL) do Zastupitelstva Jihomoravského kraje. Mandát krajského zastupitele se mu podařilo obhájit.
Ve volbách do Poslanecké sněmovny PČR v roce 2025 kandiduje na 9. místě kandidátky hnutí STAN v Jihomoravském kraji.